# جسی مایکل
جسی مایکل (انگلیسی: Jesse Michaels؛ زادهٔ ۲ آوریل ۱۹۶۹) یک موسیقی‌دان اهل ایالات متحده آمریکا است.